# Кісти молочної залози
Кіста молочної залози — заповнена рідиною капсула всередині грудей, що на дотик відчувається як виноградина, але може бути і твердою. Кісти часто описують як круглі або овальні грудочки з чіткими краями. В одній молочній залозі може бути як одна, так і кілька кіст.
Вони можуть викликати біль, але, як правило, є доброякісними. Найчастіше зустрічаються у жінок у віці 30-40 років до менопаузи і зазвичай зникають після неї, хоча бувають випадки, коли кісти зберігаються або з'являються після менопаузи при гормональній терапії. Доволі поширені у підлітків. Кісти молочної залози можуть бути частиною фіброзно-кістозної хвороби. Біль і набряки зазвичай посилюються у другій половині менструального циклу або під час вагітності.
Зазвичай не потребують лікування, але якщо вони викликають дискомфорт, рідину з кісти можуть відкачати (лікувальна пункція). Кісти утворюються внаслідок зростання молочних залоз і їх розмір може бути як меншим від горошини, так і більшим ніж м'яч для пінг-понгу. Більшість кіст, незалежно від їх розміру, неможливо визначити під час фізикального обстеження, хоча деякі великі кісти можуть відчуватися як грудочка.
Кіста молочної залози не слід плутати з «молочними кістами» (галактоцеле), які зазвичай з'являються під час відлучення.

## Ознаки та симптоми
Ознаками та симптомами кісти молочної залози є:
- Гладка, легко рухома кругла або овальна грудка з чіткими краями
- Біль у грудях або хворобливість в області грудочки
- Збільшення розмірів і ніжності безпосередньо перед менструацією і зменшення розміру після менструації
- Наявність однієї або багатьох простих кіст молочної залози не збільшує ризик розвитку раку молочної залози.[4]

Грудочки в грудях часто не виявляються під час самообстеження або медичних оглядів. Однак у деяких випадках їх можна відчути на дотик, особливо якщо вони великі.
Внаслідок травмування, наприклад паском безпеки при автомобільній аварі або при сильному стисненні під час мамографії, може статися витікання рідини з кісти, яке може спровокувати асептичне запалення в навколишній тканині молочної залози.

## Діагностика

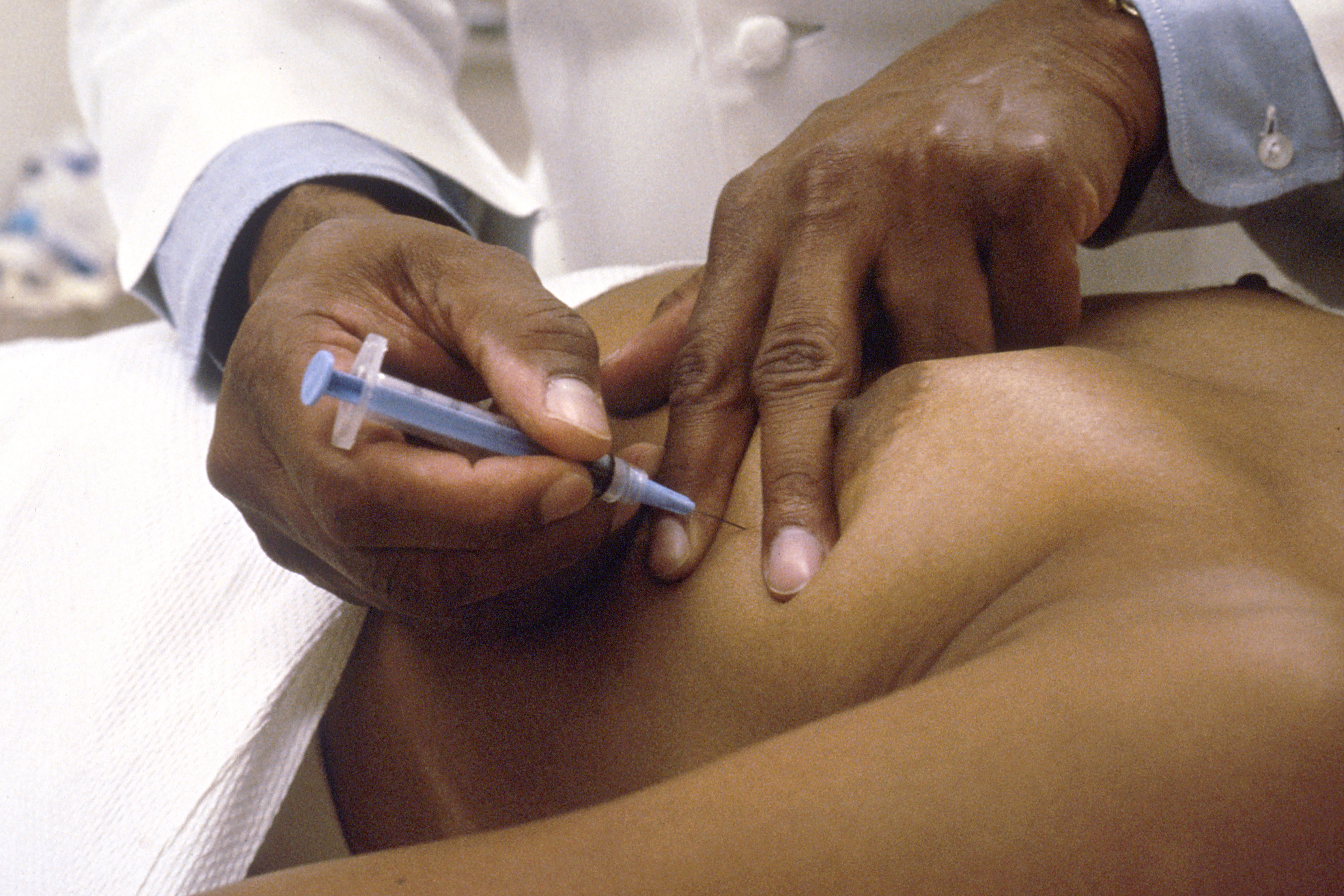
Тонкоголкова біопсія підозрілого утворення молочної залози.

Кістозний характер грудної грудочки може бути підтверджений ультразвуковим дослідженням, аспірацією (забір вмісту голкою) або мамографією. Ультразвукове дослідження також може показати, чи містить кіста тверді вузлики, оскільки це може бути ознакою ракового ураження. Дослідження цитопатологом рідини з кісти, також може допомогти в діагностиці.
Зазвичай кісти виявляють за допомогою мамографії. Однак анамнез і фізикальне обстеження також відіграють важливу роль у встановленні точного діагнозу.
Є два види мамографій. Перший тип, скринінгова мамографія, зазвичай призначається пацієнтам, які не проявляють жодних симптомів. Другий тип, діагностична мамографія, призначається пацієнтам, у яких розвинулися певні симптоми, або пацієнтам, у яких скринінгова мамографія показала порушення.
Пацієнтам, у яких підозрюють кісту молочної залози, зазвичай призначають діагностичну мамографію, хоча вони і не підозрюються на рак, оскільки цей тип мамографії забезпечує лікареві можливість одночасно робити УЗД молочної залози. УЗД молочної залози вважається найкращим варіантом при діагностиці кісти молочної залози, оскільки вона точна на 95 % — 100 %, вона забезпечує чітке зображення кісти (проста або складна), а також може відрізняти тверді грудочки в грудях і кісти, заповнені рідиною, чого мамограма не може зробити.
Кісти молочної залози можуть залишатися стабільними протягом багатьох років або можуть розсмоктуватися мимовільно. Більшість простих кіст є доброякісними і не потребує лікування. Деякі складні кісти можуть потребувати подальших діагностичних заходів, таких як аспірація тонкою голкою або біопсія для виключення раку молочної залози, однак переважна більшість має доброякісний характер. Аспірація одночасно діагностує і видаляє кісти. Тобто, кісти зазвичай розсмоктуються самостійно після відтоку рідини. В іншому випадку, якщо грудочка не є кістою, аспірована рідина може містити кров або взагалі може не містити рідини. В першому випадку рідина направляється в лабораторію для подальшого обстеження, в останньому — необхідна біопсія пухлини, щоб визначити доброякісна вона чи злоякісна.

## Профілактика
Рекомендовані заходи для профілактики утворення кісти включають уникнення певних лікарських препаратів, вживання збалансованої дієти, вживання необхідних вітамінів і добавок, фізичне навантаження та уникнення стресу.
Деякі лікарі рекомендують зменшити кількість кофеїну в раціоні харчування як з напоїв, так і з продуктів (наприклад, шоколаду), хоча споживання кофеїну не має науково доведеного зв'язку з процесом розвитку кісти. Надмірне споживання цукру, а також невиявлена харчова алергія, наприклад, на глютен або лактозу, також можуть сприяти розвитку кісти.

## Лікування
Кісти молочної залози не потребують лікування, якщо не викликають дискомфорту.
Типове лікування включає тонкоголкову аспіраційну пункційну біопсію. Аспіровані кісти часто рецидивують; остаточне лікування може потребувати операції .
Хірургічне видалення кісти молочної залози необхідно лише за кількох обставин. Якщо незручна кіста молочної залози повторюється місяць за місяцем, або якщо кіста має ознаки, що викликають занепокоєння.
Інколи призначають гормональну терапію, коли немедикаментозне лікування є неефективним і симптоми виражені, можуть призначати Даназол.

## Епідеміологія
За підрахунками, у 7 % жінок західного світу розвиваються кісти молочної залози, що піддаються пальпації.
У чоловіків виникнення кіст молочної залози зустрічається рідко і може бути ознакою злоякісності.